# ローズ・クリケット・グラウンド
ローズ・クリケット・グラウンド (英: Lord's Cricket Ground) は、ロンドンのウェストミンスター区セント・ジョンズ・ウッドにあるクリケット専用スタジアム。スタジアム名は創設者であるトーマス・ロードに由来する。メリルボーン・クリケット・クラブが所有しており、イングランド・ウェールズクリケット委員会、欧州クリケット評議会の本部として機能されており、クリケットの聖地とも呼ばれる。世界のクリケットを統括する国際クリケット評議会の本部も創立から2005年まで所在していた。クリケット・ワールドカップの決勝戦が史上最多の5度開催された（1975年、1979年、1983年、1999年、2019年）。名門校同士のイートン・カレッジとハロウスクールとの定期戦は200年以上行われており、かつてはオックスフォード大学とケンブリッジ大学との定期戦も1838年から2000年まで行われていた。イギリス女王のエリザベス2世は、王配のフィリップと同行して33回公式訪問し、イングランド代表のテストマッチなどを観戦した。

## 概要

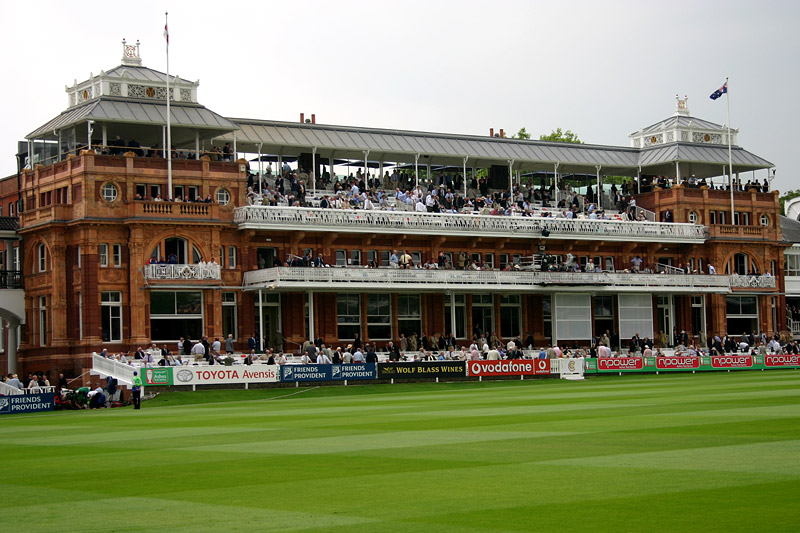
ローズ・パビリオン

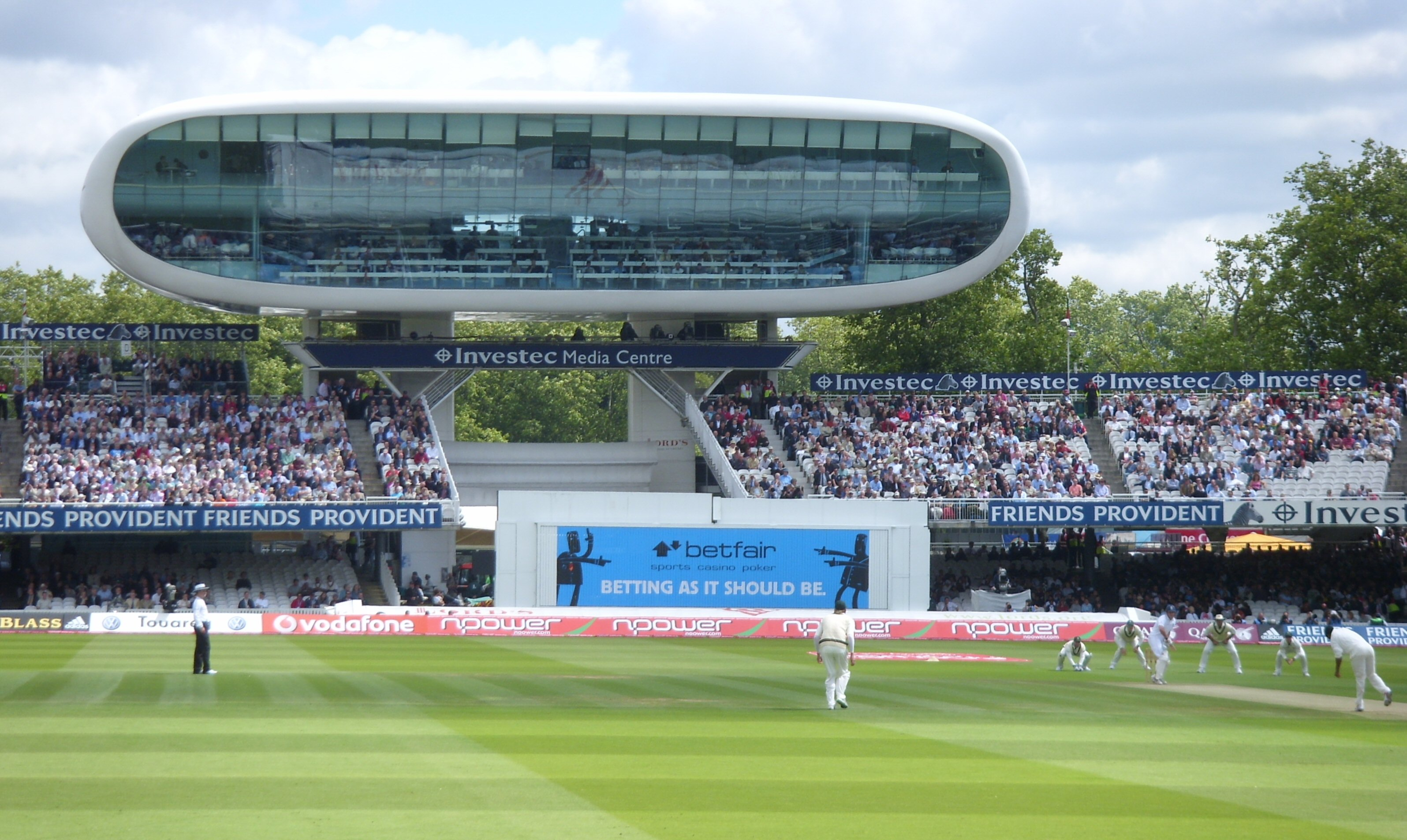
1999年に完成したメディアセンター

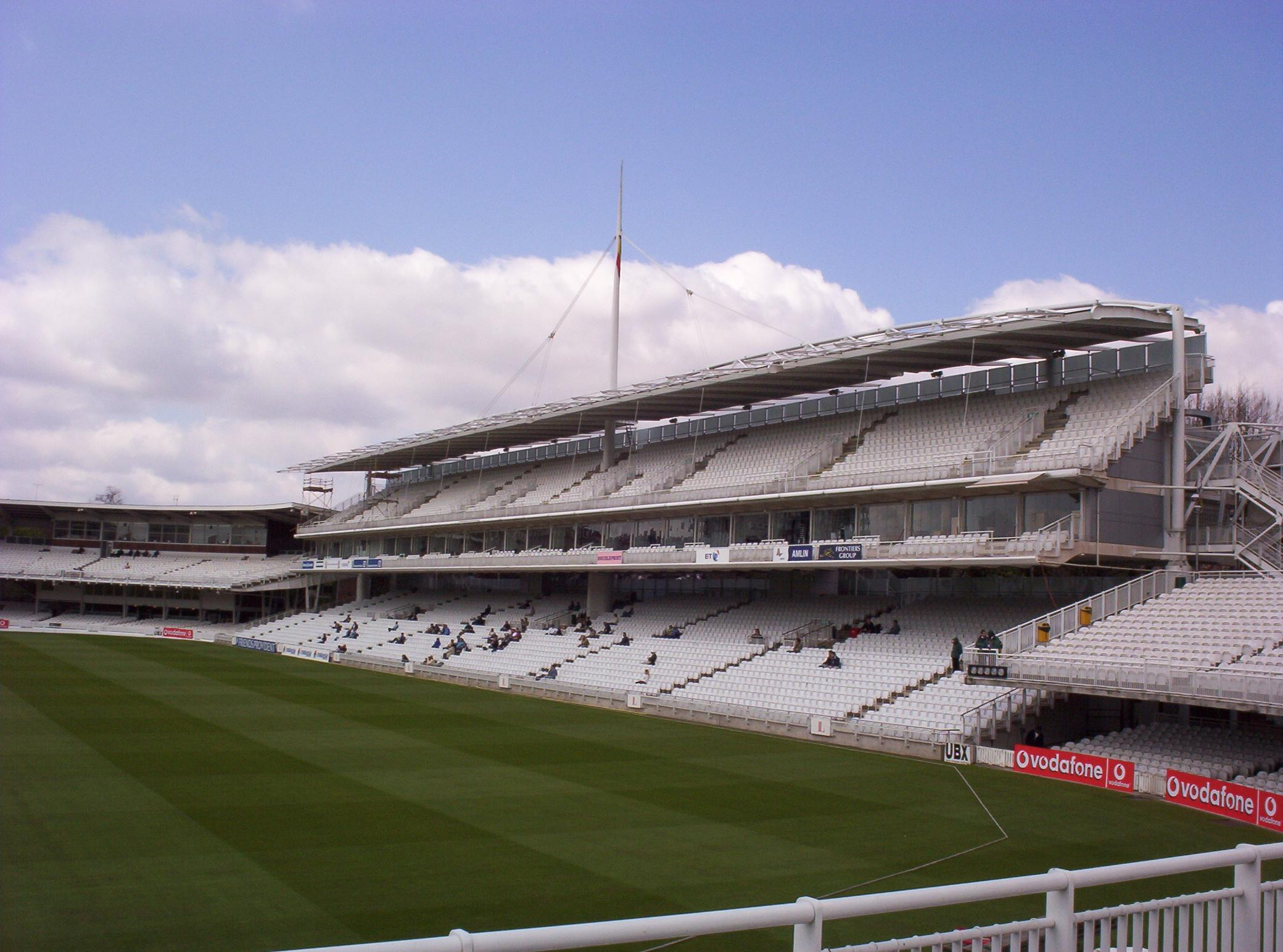
ザ・グランド・スタンド

現在のローズ・クリケット・グラウンドは、当初の場所にあった競技場ではなく、ロードが1787年から1814年にかけて創設した3つの競技場のうちの3代目に当たる。
初代グラウンドは、今日ではローズ・オールド・グラウンドと呼ばれ、ドルセット・スクエア付近に位置していた。2代目のグラウンドは、ローズ・ミドル・グラウンドと呼ばれ、1811年から1813年まで使用されたが、リージェンツ運河の建設用地と競技場の外野部分が重複したため、用地確保のために使用が中止され、土地が収用された。そして、3代目となる現在のグラウンドは、ローズ・ミドル・グラウンドより、およそ250ヤード（230メートル）ほど北西に離れた場所に建設された。さらに10,000人多くの観客を収容する改修と新規施設の増設、およびアイスリンクの設置などを盛り込んだ大規模な再開発が計画されている。
1814年6月22日にメリル・ボーン・クリケット・クラブ対ハートフォードシャーの試合が現在の地で最初のクリケットの試合として行われて以来、クリケット・ワールドカップの決勝など主要な試合が度々催されるなど、数多くの歴史を残している。イギリスを代表する名門パブリックスクールであるイートン・カレッジとハロウスクールが対戦する伝統の試合は1805年にローズ・オールド・グラウンドで開始され、1818年にローズ・クリケット・グラウンドで初めて行われた。1822年からはローズ・クリケット・グラウンドで毎年行われるようになり、200年を超える歴史となった。
2012年のロンドン五輪では、アーチェリー競技を実施。